# آلن کار
آلن کار (انگلیسی: Allan Carr؛ ۲۷ مهٔ ۱۹۳۷ – ۲۹ ژوئن ۱۹۹۹) یک فیلم‌نامه‌نویس، تهیه‌کننده و کارگردان اهل ایالات متحده آمریکا بود. وی بین سال‌های ۱۹۶۹ تا ۱۹۹۸ میلادی فعالیت می‌کرد.

## تهیه‌کننده
- The First Time (۱۹۶۹)
- C.C. and Company (۱۹۷۰)
- گریس (۱۹۷۸)
- Can't Stop the Music (۱۹۸۰)
- گریس ۲ (۱۹۸۲)
- Where the Boys Are '84 (۱۹۸۴)
- ماجرای مرموز و پرالتهاب (۱۹۸۴)